# Golpe de Estado en el Imperio otomano de 1912
El golpe de Estado del 17 de julio de 1912 en el Imperio otomano lo perpetraron un grupo de oficiales contra el gobierno del Comité de Unión y Progreso (CUP), surgido de las elecciones generales de ese año. Los golpistas se hicieron llamar los «oficiales salvadores» (en turco otomano: Halâskâr Zâbitân‎; en turco: Kurtarıcı Subaylar).

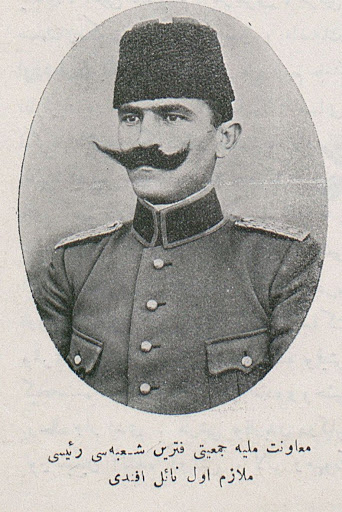
Evvel Nail Efendi, uno de los militares que participaron en el golpe

A los «oficiales salvadores» se los considera a menudo la fracción militar del Partido Libertad y Acuerdo (Unión Liberal o Liga Liberal), el principal partido de oposición desde las elecciones de 1912, famosas por el fraude electoral cometido por la CUP. El partido opositor atrajo a algunos oficiales, que compartían sus quejas. El golpe fue uno de los sucesos centrales de los años 1912-13, muy inestables en el Imperio debido a disputa por el poder entre la CUP y la Unión Liberal y las contiendas que libró, como las guerras de los Balcanes.

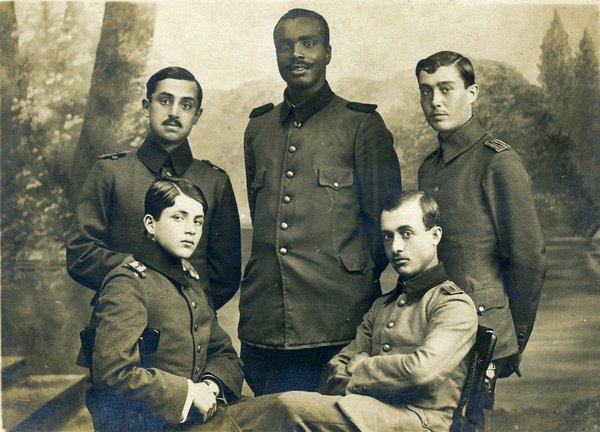
Algunos de los oficiales favorables a la oposición

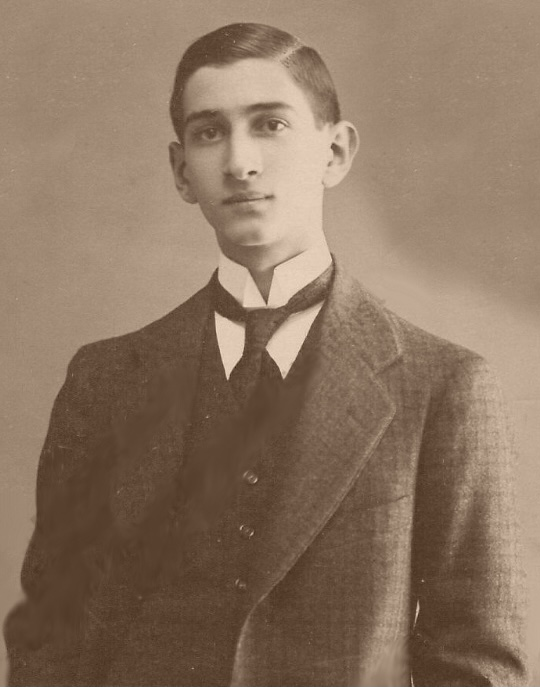
Selahaddin Bey, hijo del dirigente de la Unión Liberal Kamil Bajá y miembro los «oficiales salvadores»

## Antecedentes
Los Jóvenes Turcos eran un movimiento revolucionario, el principal grupo de la Revolución a la que dieron nombre. Esta hizo que el sultán Abdul Hamid II anunciara la restauración de la Constitución otomana de 1876 el 3 de julio de 1908. Las elecciones de 1908 dieron la victoria y el Gobierno a la CUP, mientras que la Unión Liberal quedó como principal agrupación de la oposición. El Incidente del 31 de marzo (13 de abril de 1909 en el calendario gregoriano) fue un intento de desmantelar la Era Constitucional y reemplazarla por un gobierno autoritario del sultán y califa, Abdul Hamid, pero el Ejército de Acción (Hareket Ordusu) desbarató la intentona. Sin embargo, la CUP no controlaba completamente el Gobierno y  algunos elementos se alarmaron por la forma en la que había manipulado las elecciones en su favor. Por añadidura, debido a la guerra ítalo-turca en Libia y al comienzo de la revuelta albanesa, la CUP perdió parte de sus apoyos y prestigio.
Un grupo de oficiales encabezado por el miembro de la CUP Mehmed Sadık abandonó esta y acusó a los miembros del comité central Talat Bajá, Mehmed Cavid y Hüseyin Cahid de haber sido seducidos por el sionismo y la masonería. Cavid posteriormente renunció a su cargo de ministro de Hacienda. Una reunión de todos los principales diputados que se celebró en octubre frustró la cooperación entre los liberales y la CUP, lo que aumentó la polarización y determinó la creación del Partido Libertad y Acuerdo, también conocido como Unión Liberal. Las elecciones de 1912, muy reñidas y en las que la Unión sufrió un violento acoso, reforzaron a la CUP, que obtuvo una amplia mayoría de los escaños.
Talat, que sospechaba del ministro de guerra Mahmud Shevket Pachá, exigió su renuncia, lo que ofendió a parte del ejército. Ese verano, estalló otra revuelta albanesa, esta vez con el apoyo de oficiales albaneses.

## Golpe de Estado
En junio, el coronel Sadık y el mayor Gelibolulu Kemal (luego Şenkil) formaron la liga de los «oficiales salvadores» (Halâskâr Zâbitân) y solicitaron al presidente de la Asamblea otomana, Halil Bey, que disolviese la Cámara, dominada por la CUP. La renuncia de Mahmud Shevket Bajá en apoyo de los «oficiales salvadores» aisló a la CUP, que acabó por acceder a la disolución.
El nuevo gobierno, conocido como el «Gran Gabinete», lo presidió Gazi Ahmed Muhtar Bajá, héroe de guerra. Sus ministros eran estadistas de prestigio y el gabinete obtuvo fácilmente la confianza del Parlamento. La CUP, a pesar de contar con la mayoría en las Cortes, perdió el poder ejecutivo. Aunque Ahmed Muhtar Bajá y su gabinete no eran partidistas, los «oficiales salvadores» los presionaron para que suspendiesen las sesiones parlamentarias, lo que hubiese arrebatado a la CUP su último bastión.

## Consecuencias
A partir del verano de 1912, los sucesivos Gobiernos otomanos contaron el respaldo de los «oficiales salvadores». Sin embargo, en octubre comenzaron las guerras de los Balcanes; en la primera, el Imperio fue derrotado en todos los frentes. Esto le permitió a la CUP recuperar fuerza y dar un golpe de Estado en enero de 1913, que acabó por la fuerza con el Gobierno de la Unión Liberal. Los dirigentes de los «oficiales salvadores» escaparon a Egipto y Albania y la CUP dominó el Gobierno hasta el final de la Primera Guerra Mundial.